# Воробьёв, Александр Васильевич (учёный)
Александр Васильевич Воробьёв (род. 9.09.1949) — советский и российский учёный. В 1989—2006 возглавлял Комитет по земельным ресурсам и землеустройству Волгоградской области. Почётный землеустроитель России (2000), почётный профессор Волгоградского государственного аграрного университета. Кандидат экономических наук. Автор около 10 монографий по землеустройству, прежде всего Волгоградской области .

## Биография
Окончил Московский институт инженеров землеустройства.
С 2002 года преподаватель Волгоградского государственного аграрного университета, с 2011 года профессор.

## Награды
Награждён орденом Почёта и медалями.
Заслуженный землеустроитель Российской федерации (1994), Почётный землеустроитель России (2000).

## Научные публикации
Автор около 100 научных и методических работ, из них 15 книг, справочников, монографий, учебных пособий. Среди них: Пути развития фермерства (1994); Передел (1995 г); Земля моя, боль моя (1996); Справочник землеустроителя (1997); Словарь практикующего землеустроителя (1998); Регулирование земельных отношений за рубежом и в России (1999); Поселения Волгоградской области (2000 г); Пятнадцать исторических поселений (2001); Землеустройство и кадастровое деление Волгоградской области (2002); От Эльтона до Урюпинска (2004); Практикум по составлению землеустроительной документации (2004); Земельная реформа в Волгоградской области (2014); Управление земельными ресурсами (2015) и др.
Избранные книги
Воробьев, Александр Васильевич. От Эльтона до Урюпинска (поселения Волгоградской области) / А. В. Воробьев. — Волгоград : Изд-во Станица-2, 2004 (ОАО Альянс Югполиграфиздат ИПК Офсет). — 303 с. : карты, табл.; 20 см; ISBN 5-93567-013-5 (в обл.)
Воробьев, Александр Васильевич. Поселения Волгоградской области / А. В. Воробьев. — Волгоград : Станица-2, 2000 (ГУВПП Офсет). — 224, [16] с. : карт., табл.; 20 см; ISBN 5-93567-020-8 (в обл.)
Словарь практикующего землеустроителя / А. В. Воробьев. — Волгоград : Станица-2, 1998. — 159 с.; 14 см; ISBN 5-88352-040
На обл. авт. не указан
Воробьев, Александр Васильевич. Краткий словарь-справочник землеустроителя / А. В. Воробьев. — Волгоград : Станица, 1997. — 123,[1] с. : ил.; 20 см; ISBN 5-88352-037-7 : Б. ц.
Воробьев, Александр Васильевич. Передел : Земел. реформа 1990—1995 гг. в Волгогр. обл. / А. В. Воробьев. — Волгоград : Станица, 1996. — 141,[2] с.; 17 см; ISBN 5-88325-029-4 (В пер.) : Б. ц.